# Claude Mylon
Claude Mylon (* 1618 in Paris; † 1660 ebenda) war ein französischer Jurist, der eine Rolle als Kontaktperson und Briefpartner von Mathematikern in Paris in den 1650er Jahren spielte.

## Leben
Mylon stammte aus einer prominenten Familie, sein Vater Benoist Mylon war General-Kontrolleur der Finanzen und Berater von Ludwig XIII. Er selbst wurde 1641 als Anwalt am Parlament von Paris zugelassen, was ungewöhnlich war, da dies zwei Jahre vor seiner offiziellen Volljährigkeit war.
Er war daneben Amateur-Mathematiker, spielte aber in der Mathematikgeschichte nicht durch eigene Leistungen eine Rolle, sondern als Vermittler zwischen Mathematikern in Paris und außerhalb. Er war ab etwa 1645 Mitglied des Kreises um Marin Mersenne und protokollierte dort deren mathematische Diskussionen. Nach dem Tod von Mersenne 1648 übernahm Jacques Le Pailleur die Führung der Mathematiker, die sich bei Mersenne in einer Art Akademie getroffen hatten, und Mylon war der Sekretär der Gruppe (genannt Académie Parisienne) und nach dem Tod von Le Pailleur 1654 machte er die in der Korrespondenz und den Aufzeichnungen der Gruppe enthaltenen mathematischen Entdeckungen zum Beispiel von Pierre de Fermat und Frenicle de Bessy zur Zahlentheorie und Blaise Pascal und Fermat zur Wahrscheinlichkeitstheorie anderen Mathematikern insbesondere in den Niederlanden bekannt. Er korrespondierte unter anderem mit Frans van Schooten (über die Ergebnisse von Pascal und Fermat in der Wahrscheinlichkeitstheorie, die so auch an Christian Huygens gelangten) und Gilles Personne de Roberval und hatte Kontakte zu Blaise Pascal (auch nach dessen Abwendung von der Mathematik) und Florimond de Beaune.
Huygens besuchte ihn 1655 auf seiner ersten Reise nach Paris und ebenfalls Frans van Schooten bei einem Paris Besuch.
Seine eigenen mathematischen Versuche zeigen nach Costabel nur seine Unzulänglichkeit als Mathematiker, beispielsweise als er versuchte 1659 ein Resultat von Christopher Wren über die Bogenlänge der Zykloide zu beweisen – Huygens erwähnte ihn nach Pierre Costabel daraufhin nicht mehr in seinen Schriften (allerdings starb er auch kurz darauf).